# Giuseppe Morganti
Giuseppe Morganti, né le 12 mars 1955 dans la Ville de Saint-Marin, est un homme politique saint-marinais, secrétaire d'État à l'Éducation, la Culture et l’Université, à la Recherche scientifique, aux Affaires sociales et à l’Égalité de genre depuis 2012.